# جلان فيلا
جلان فيلا (بالإنجليزية: Glen Vella)‏ هو مغني مالطي، ولد في 14 مايو 1983 في فاليتا في مالطا.

## وصلات خارجية
- الموقع الرسمي
- جلان فيلا على موقع ميوزك برينز (الإنجليزية)
- جلان فيلا على موقع ديسكوغز (الإنجليزية)